# Mud Lake Delta Park
Mud Lake Delta Park är en park i Kanada.   Den ligger i provinsen British Columbia, i den centrala delen av landet, 3 200 km väster om huvudstaden Ottawa. Mud Lake Delta Park ligger 676 meter över havet. Den ligger vid sjön Mud Lake.
Terrängen runt Mud Lake Delta Park är bergig österut, men västerut är den kuperad. Mud Lake Delta Park ligger nere i en dal. Trakten runt Mud Lake Delta Park är nära nog obefolkad, med mindre än två invånare per kvadratkilometer..
Trakten runt Mud Lake Delta Park består i huvudsak av gräsmarker.